# Miss Grand Internacional
Miss Grand Internacional és un títol de bellesa femenina. També es coneix així al certamen que ho confereix i que és realitzat anualment, jutjant la bellesa integral, la seguretat, la intel·ligència, l'elegància, el port i la pose de candidates provinents de diferents parts del món. Va ser creat per «Nawat Itsaragrisil» en 2013 al Tailàndia i des de llavors, oficialment, la guanyadora viu a Bangkok durant l'any del seu regnat. Es tracta d'un concurs anual i internacional al qual hi pot haver una sola concursant, i no més, per a cada Estat que es pot presentar. Cada concursant representa únicament al seu país d'origen i la guanyadora del títol ho duu per un període d'al voltant d'un any. En aquest aspecte coincideix amb els concursos rivals Miss Univers i Miss Món. L'actual detentora del títol, Miss Grand Internacional 2019, és la veneçolana «Valentina Figuera».
Els amos actuals del certamen són «Nawat Itsaragrisil» i «Teresa Chaivisut». Junts conformen la Miss Grand Internacional Organization (MGIO), que organitza aquest concurs, i el concurs d'una germana (Miss Grand Thailand); manté, comercia i agenda les activitats i necessitats de les portadores dels títols. L'Organització Miss Grand Internacional és avui franquícia a més de països de tot el món. Sembla que aquest concurs és molt popular a Amèrica i Àsia del que ho és a Europa, tant com Miss Món ho és a Àfrica i Àsia.
Miss Grand Internacional és un concurs molt popular i amb gran seguiment en molts països asiàtics i, sobretot, en els llatinoamericans. En la major part del Carib, Europa i Àfrica, en canvi, és conegut però poc seguit. Mai ha estat guanyat fins ara per una dona dels Països Catalans, ni d'Andorra, ni de l'Alguer (com a representant d'Itàlia), ni representant França o Espanya.

## Guanyadores
| Any  | Miss Grand Internacional          | País                 | Data              | Ciutat Amfitriona                 | Nombre de candidates |
| ---- | --------------------------------- | -------------------- | ----------------- | --------------------------------- | -------------------- |
| 2024 | Rachel Gupta                      | Índia                | 25 de octubre     | Bangkok, Tailàndia                | 68                   |
| 2023 | Luciana Fuster                    | Perú                 | 25 de octubre     | Ciutat Ho Chi Minh, Vietnam       | 69                   |
| 2022 | Isabella Menin                    | Brasil               | 25 de octubre     | Jakarta, Indonèsia                | 68                   |
| 2021 | Nguyễn Thúc Thùy Tiên             | Vietnam              | 4 de desembre     | Bangkok, Tailàndia                | 59                   |
| 2020 | Abena Appiah                      | Estats Units         | 27 de març (2021) | Bangkok, Tailàndia                | 63                   |
| 2019 | Valentina Figuera                 | Veneçuela            | 25 de octubre     | Caracas, Veneçuela                | 60                   |
| 2018 | Clara Sosa                        | Paraguai             | 25 de octubre     | Yangon, Birmània                  | 75                   |
| 2017 | María José Lora                   | Perú                 | 25 de octubre     | Phu Quoc, Vietnam                 | 77                   |
| 2016 | Ariska Putri Pertiwi              | Indonèsia            | 25 de octubre     | Las Vegas, Estats Units d'Amèrica | 74                   |
| 2015 | Claire Elizabeth Parker (Assumit) | Austràlia            | 25 de octubre     | Bangkok, Tailàndia                | 77                   |
| 2015 | Anea Garcia (Destronament)        | República Dominicana | 25 de octubre     | Bangkok, Tailàndia                | 77                   |
| 2014 | Lees Garcia                       | Cuba                 | 7 de octubre      | Bangkok, Tailàndia                | 85                   |
| 2013 | Janelee Chaparro                  | Puerto Rico          | 19 de noviembre   | Bangkok, Tailàndia                | 71                   |

## Galeria d'imatges

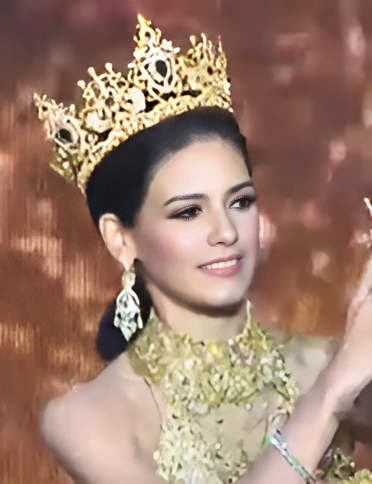
Miss Grand Internacional 2013 Janelee Chaparro Puerto Rico
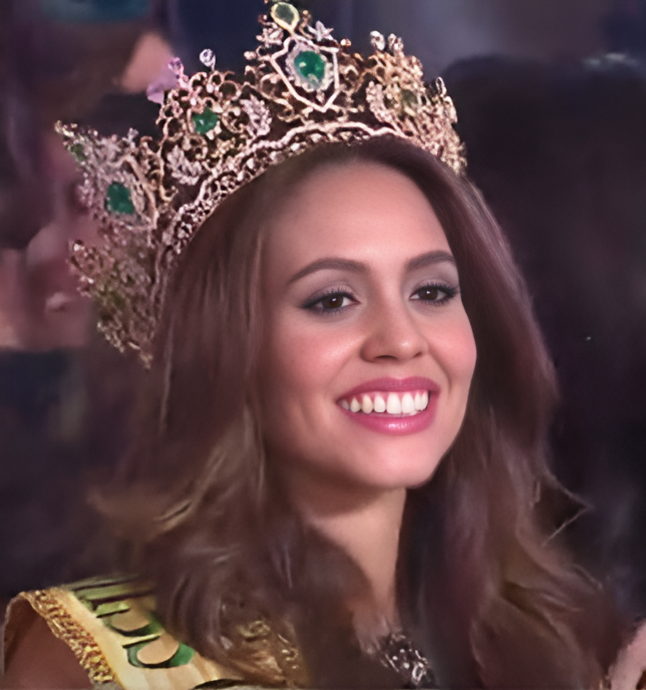
Miss Grand Internacional 2014 Lees Garcia Cuba
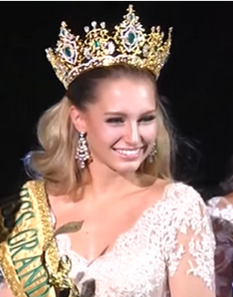
Miss Grand Internacional 2015 Claire Elizabeth Parker Austràlia
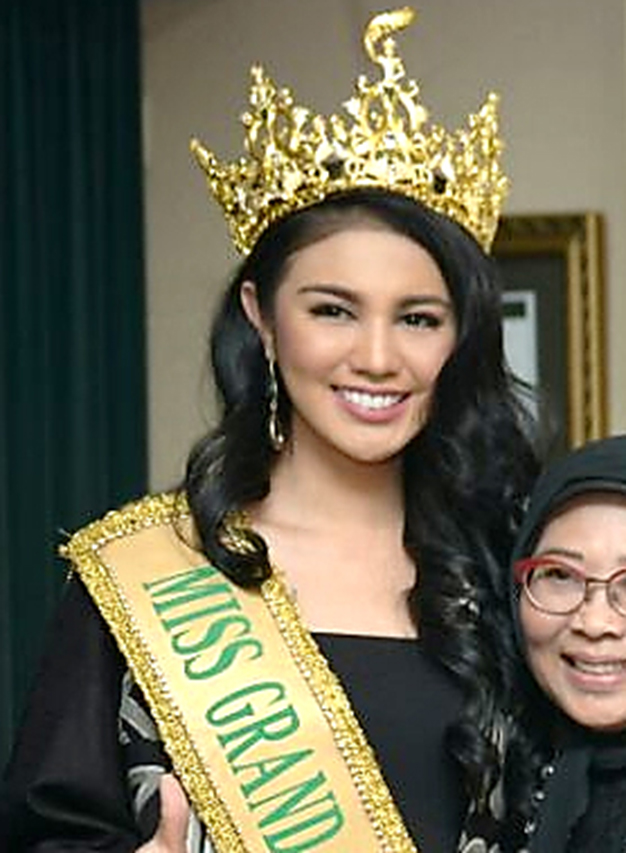
Miss Grand Internacional 2016 Ariska Putri Pertiwi Indonèsia
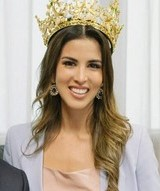
Miss Grand Internacional 2017 María José Lora Perú
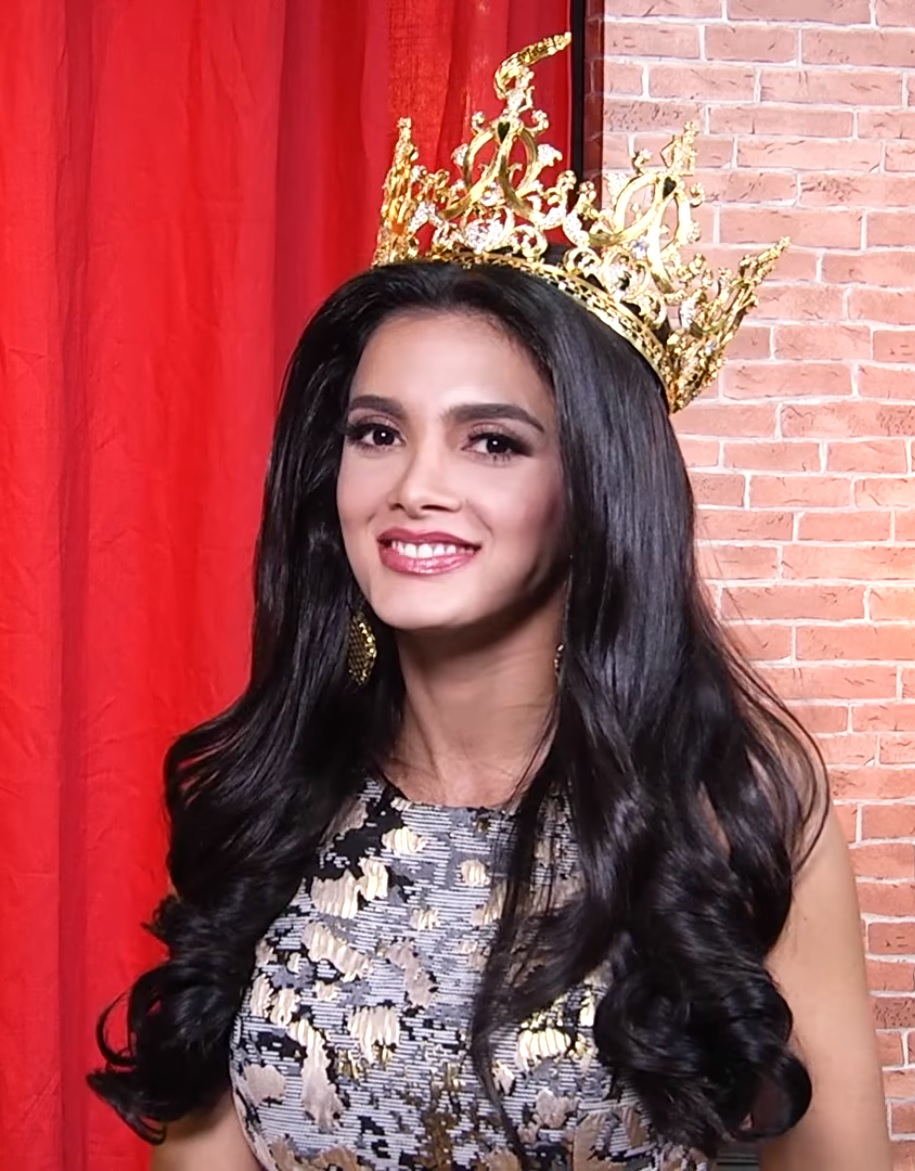
Miss Grand Internacional 2018 Clara Sosa Paraguai
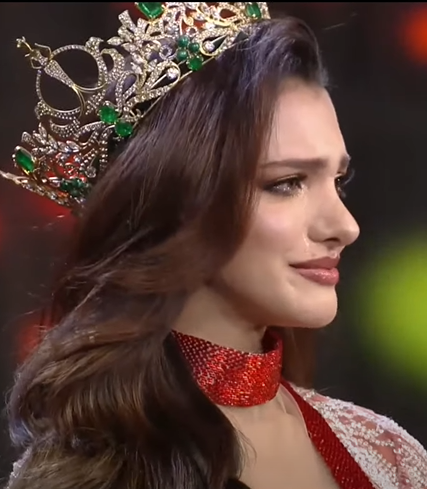
Miss Grand Internacional 2019 Valentina Figuera Veneçuela
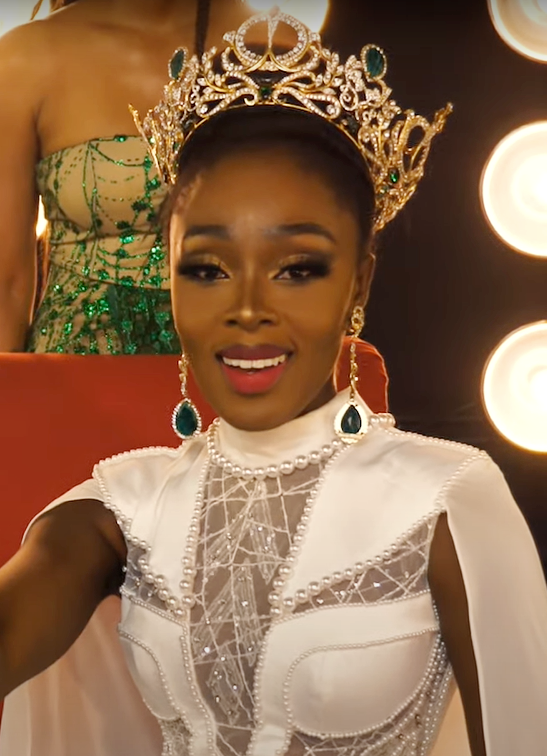
Miss Grand Internacional 2020 Abena Appiah Estats Units
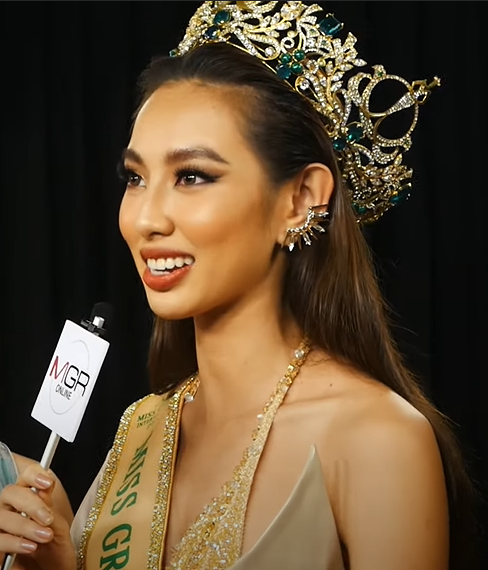
Miss Grand Internacional 2021 Nguyễn Thúc Thùy Tiên Vietnam
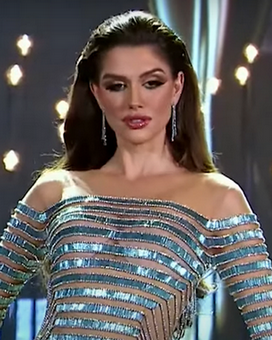
Miss Grand Internacional 2022 Isabella Menin Brasil
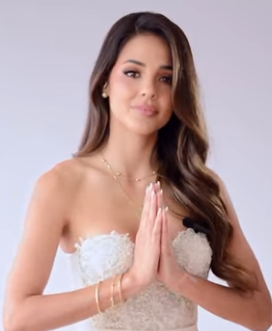
Miss Grand Internacional 2023 Luciana Fuster Perú
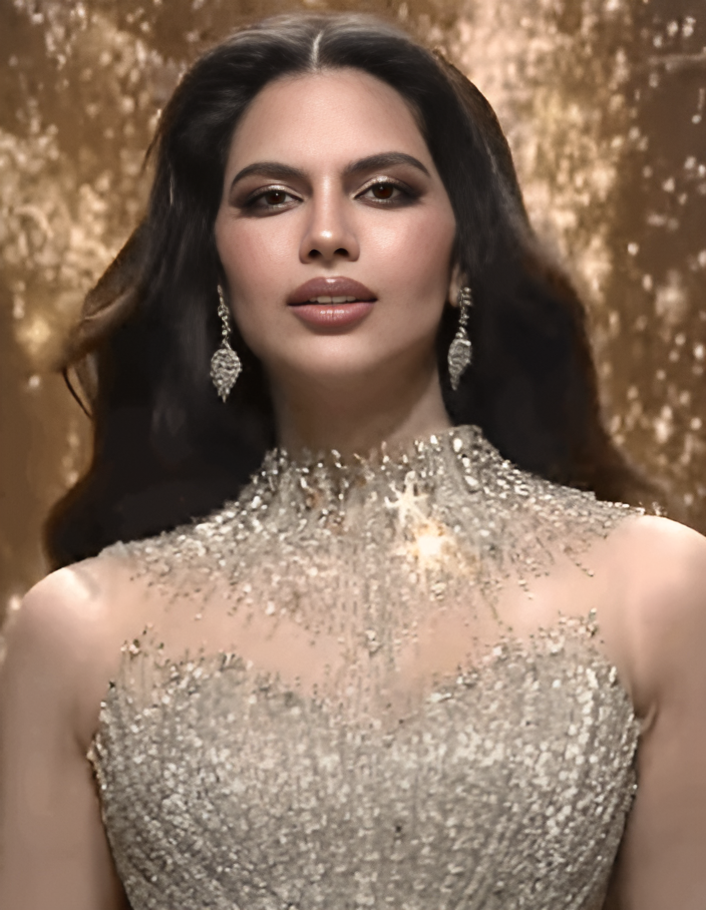
Miss Grand Internacional 2024 Rachel Gupta Índia